# Граф дель-Риско
Граф дель-Риско — испанский дворянский титул. Он был создан в 1475 году католическими королями Фердинандом Арагонским и Изабеллой Кастильской для Педро Давилы и Бракамонте, сеньора де Вильяфранка, Сьерра и Лас-Навас.

## Список графов дель-Риско
- 1475 — ?: Педро Давила и Бракамонте (? — ?), 1-й граф дель-Риско. Сын Педро Давилы, 4-го сеньора де Лас-Навас (? — 1473) и Марии де Бракамонте Давилы.
- ? — 1504: Эстебан Давила и Толедо (? — 1504), 2-й граф дель-Риско. Старший сын предыдущего и Эльвиры де Толедо.
- 1504—1567: Педро Давила и Суньига (1492—1567), 3-й граф дель-Риско. Сын предыдущего и Эльвиры де Сеньиги.
- 1567—1579: Педро Давила и Кордова (? — 1579), 4-й граф дель-Риско. Старший сын предыдущего и Марии Энрикес де Кордовы (1497—1560)
- 1579—1623: Педро Эстебан Давила (1560—1623), 3-й маркиз де Лас-Навас, 5-й граф дель-Риско. Старший сын предыдущего и Херонимы Энрикес де Гусман.
- 1623—1638: Антонио Давила и Манрике (? — 1638), 4-й маркиз де Лас-Навас, 6-й граф дель-Риско. Старший сын предыдущего и Хуаны Манрике
- 1638—1639: Педро Эстебан Давила и Манрике (? — 1639), 5-й маркиз де Лас-Навас, 7-й граф дель-Риско. Младший брат предыдущего
- 1639—1645: Херонима Давила и Манрике (? — 1645), 6-я маркиза де Лас-Навас, 8-я графиня дель-Риско. Сестра двух предыдущих.
- 1645—1648: Антония де Корелья и Давила (1619—1648), 10-я графиня де Косентайна, 7-я маркиза де Лас-Навас и 9-я графиня дель-Риско. Старшая дочь Херонимо Руиса де Корельи, 9-го графа де Косентайна (? — 1623), и Херонимы Давилы и Манрике, 6-й маркизы де Лас-Навас
- 1648—1659: Педро де Бенавидес Давила и Корелья (1642—1659), 2-й маркиз де Солера, 8-й маркиз де Лас-Навас, 10-й граф дель-Риско. Старший сын предыдущей и Диего де Бенавидеса и Базана, 8-го графа де Сантистебан-дель-Пуэрто (1607—1666)
- 1659—1716: Франсиско де Бенавидес Давила и Корелья[исп.] (1645—1716), 9-й граф де Сантистебан-дель-Пуэрто, 3-й маркиз де Солера, 9-й маркиз де Лас-Навас, 11-й граф дель-Риско. Младший брат предыдущего.
- 1716—1748: Мануэль де Бенавидес и Арагон (1683—1748), 1-й герцог де Сантистебан-дель-Пуэрто, 12-й граф дель-Риско. Младший сын предыдущего и Франсиски Хосефы де Арагон Фернандес де Кордовы и Сандоваль (1647—1697)
- 1748—1782: Антонио де Бенавидес и де ла Куэва[кат.] (1714—1782), 2-й герцог де Сантистебан-дель-Пуэрто, 10-й граф дель-Кастельяр, 13-й граф дель-Риско. Единственный сын предыдущего и Анны Каталины де ла Куэвы и Ариас де Сааведры, 9-й графини дель-Кастельяр (1684—1752)
- 1782—1805: Хоакина Мария де Бенавидес и Пачеко[кат.] (1746—1805), 3-я герцогиня де Сантистебан-дель-Пуэрто, 14-я графиня дель-Риско. Старшая дочь предыдущего и Марии де ла Портерии Пачеко Тельес-Хирон (1731—1754)
- 1805—1840: Луис Хоакин Фернандес де Кордова и Бенавидес[кат.] (1780—1840), 14-й герцог де Мединасели, 15-й граф дель-Риско. Старший сын предыдущей и Луиса Марии де ле Соледад Фернандес де Кордова и Гонзага, 13-го герцога де Мединасели (1749—1806)
- 1840—1873: Луис Томас Фернандес де Кордова и Понсе де Леон[кат.] (1813—1873), 15-й герцог де Мединасели, 16-й граф дель-Риско. Старший сын предыдущего и Марии де ла Консепсьон Понсе де Леон и Карвахаль (1783—1856)
- 1873—1879: Луис Мария Фернандес де Кордова и Перес де Баррадас (1851—1879), 16-й герцог де Мединасели, 17-й граф дель-Риско. Старший сын предыдущего и Анхелы Перес де Баррадас и Бернуй, 1-й герцогини де Тарифа (1827—1903)
- 1880—1956: Луис Хесус Фернандес де Кордова и Салаберт (1880—1956), 17-й герцог де Мединасели, 18-й граф дель-Риско. Единственный сын предыдущего и Касильды Ремигии де Салаберт и Артеага, 11-й герцогини де Сьюдад-Реаль (1858—1936)
- 1956—2013: Виктория Евгения Фернандес де Кордова и Фернандес де Энестроса (1917—2013), 18-я герцогиня де Мединасели, 19-я графиня дель-Риско. Старшая дочь предыдущего от первого брака с Анной Марией Фернандес де Хенестроса и Гайосо де лос Кобос (1879—1939)
- 2018 — н.в.: Виктория Елизавета де Гогенлоэ-Лангенбург и Шмидт-Полекс (род. 1997), 20-я герцогиня де Мединасели, 20-я графиня дель-Риско. Единственная дочь принца Марко Гогенлоэ-Лангенбурга, 19-го герцога де Мединасели (1962—2016), и Сандры Шмидт-Полекс (род. 1968), внучка принца Макса фон Гогенлоэ-Лангенбурга (1931—1994), и Анны Луизы де Медина и Фернандес де Кордовы, 13-й маркизы де Наваэрмоса и 9-й графини де Офалия (1940—2012), единственной дочери Виктории Евгении Фернандес де Кордовы, 18-й герцогини де Мединасели (1917—2013).